# Wak Kimi Janaab' Pakal
Wak Kimi Janaab' Pakal, conosciuto anche come Pacal IV (Palenque, 13 novembre 799 – ...), è stato l'ultimo re maya di Palenque fino ad oggi noto.

## Ascesa al trono e regno
Questo re di Palenque ci è noto solo grazie ad un vaso inciso di terracotta nero. Non si conoscono ne monumenti ne altri testi associati a questo sovrano. Interessante è l'uso, come nome proprio, del giorno "Wak Kimi", ovvero "6 Morte". Questa usanza, originaria del Tabasco, diventerà una moda in tutto il Peten durante l'epiclassico. Il rapido declino di Palenque iniziato durante il suo regno fa pensare ad una fine violenta di questo sovrano.